# Gens Pupinia
La gens Pupinia fu un'antichissima famiglia patrizia, esistente già ai tempi di Romolo, e probabilmente inclusa nelle cento gentes originarie ricordate dallo storico Tito Livio. Secondo l'illustre studioso Theodor Mommsen l'antichità di questa famiglia si deduce dal fatto che essa diede il nome ad una delle antiche tribù rustiche, l'omonima tribù Pupinia.

## Storia
Poiché in epoca storica si trovano esponenti della Gens Pupinia soltanto di ceto plebeo, il Mommsen ritiene che la famiglia patrizia originaria si fosse estinta precocemente, lasciando tuttavia il nome alla propria Tribù, divenuta nel 495 a.C. una delle prime 16 Tribù Rustiche.
Le notizie storiche relative alla Tribù Pupinia sono piuttosto scarse: sappiamo che con la progressiva espansione di Roma a questa tribù vennero ascritti vari territori italici e provinciali oggetto di conquista, tra i quali le città di Trebula nel Sannio e Sassina in Umbria, Forobrentani in Etruria, Laus Pompeia in Lombardia.
In origine sembra che abitasse la regione a nord est di Roma, come ci tramanda Tito Livio, secondo il quale, durante l'incursione di Annibale verso Roma, il condottiero cartaginese da Gabii passò per la regione Pupinia e pose il campo ad 8 miglia da Roma.